# Ликерія
Гликерія, Лике́рія, Лике́ра, Луке́рія (грец. Γλυκερία, «солодка») — українське жіноче особове ім'я.
Це ім'я було в ужитку у селянського стану. Чернецтво вживало повне ім'я — Гликерія.

## Відомі носійки
- Гликерія Іраклійська (ІІ століття) — ранньохристиянська мучениця.
- Гликерія Новгородська (XVI ст.) — російська православна свята.
- Ликера Полусмакова — українська наймичка, наречена Тараса Шевченка.
- Лукерія Кошелєва — остання співачка особливої горюнської традиції багатоголосся (Сумщина).
- Ликерія Петрівна — персонажка повісті І. Нечуя-Левицького «Хмари».